# 拉帕努伊角
62°27′57″S 60°48′27″W / 62.46583°S 60.80750°W

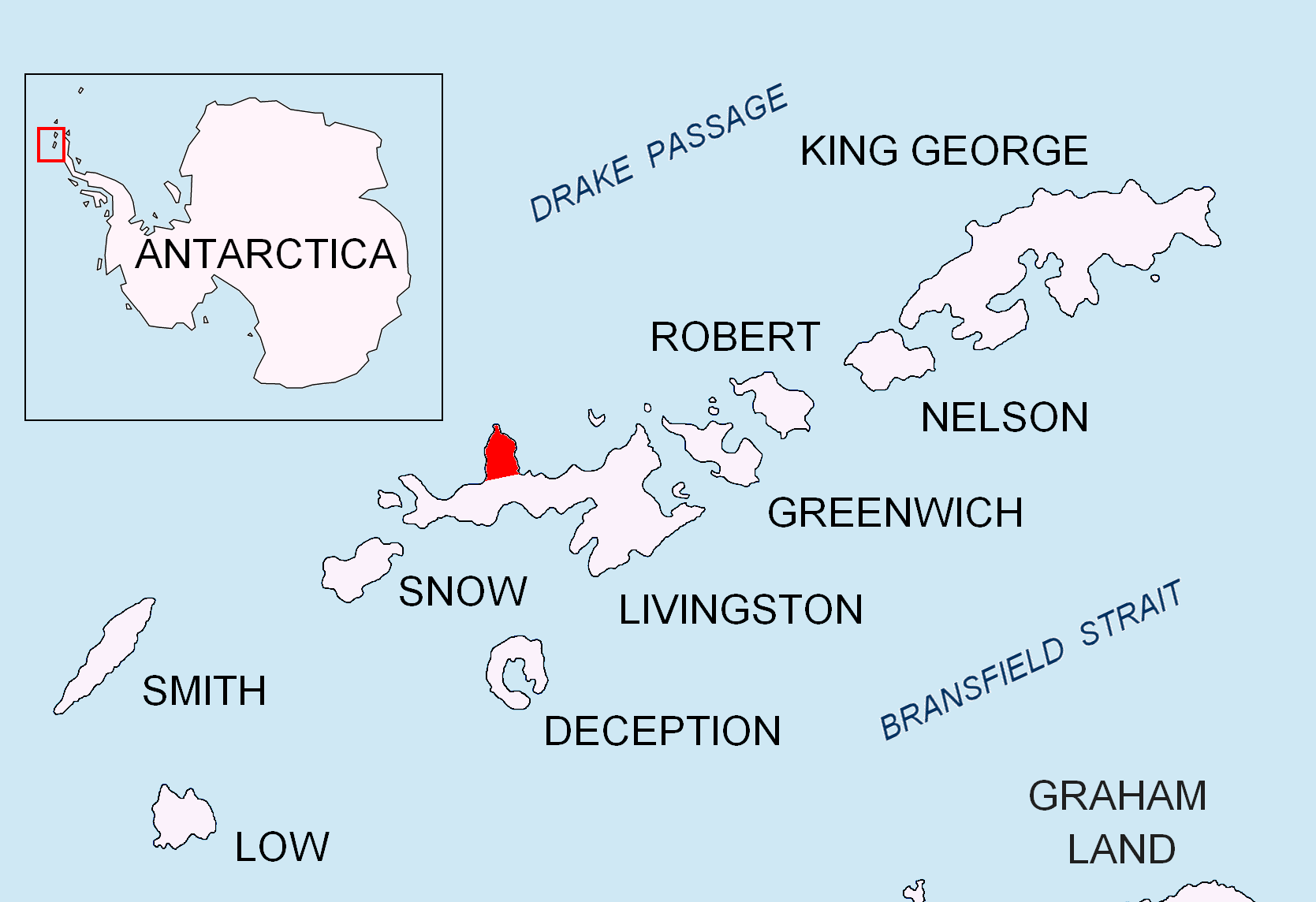

拉帕努伊角是南極洲的海岬，位於南設得蘭群島中利文斯頓島西部，是若望保祿二世半島北端，處於希里夫角西南面1.24公里和水星號海崖東北面2.81公里。

## 外部連結
- SCAR Composite Antarctic Gazetteer（页面存档备份，存于）.